# Grösdorf

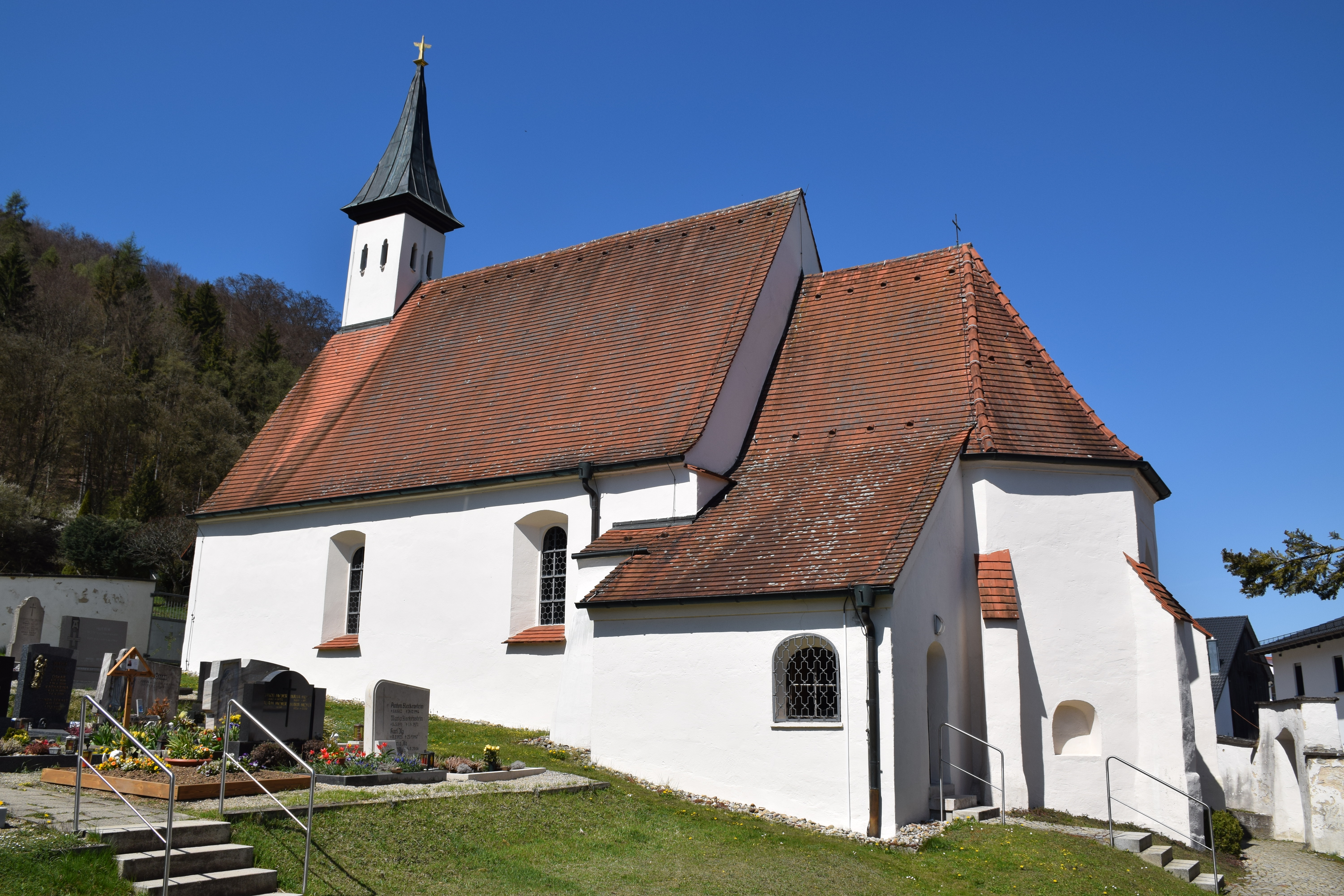
Kirche St. Martin in Grösdorf

Grösdorf ist ein Ortsteil des Marktes Kipfenberg im oberbayerischen Landkreis Eichstätt.

## Lage
Das Kirchdorf liegt auf der südlichen Frankenalb im Altmühltal nordwestlich des Gemeindesitzes Kipfenberg. Die Altmühl teilt Grösdorf in zwei deutlich voneinander getrennte Ansiedlungen, eine westliche und eine östliche; die westliche wird – wohl wegen der dort stehenden Sakralbauten – im Volksmund auch „Engelgrösdorf“ genannt. Durch Grösdorf fließt der Altmühl der Quellbach aus dem Grüntopf zu.

## Geschichte
Bei Kemathen, zu Grösdorf gehörend, ist ein Grabhügelfeld nachgewiesen.
Der Ort ist erstmals 910 bei einem Güteraustausch zwischen Erchanbald, Bischof von Eichstätt, und einem gewissen Dioker aus „Gredestorf“ genannt. 1270 schenkte die Kipfenberger Burgherrin Bertha Kropf von Flüglingen dem Deutschen Orden in Ellingen einen Hof und zwei Gärten in Grösdorf. 1305 verkaufte Bischof Konrad II. von Pfeffenhausen unter anderem die „Prunnenmul zu Grestorf“, also eine hier betriebene Mühle, an den Spalter Propst Ulrich. Ebenfalls 1305 wurde Grösdorf im Zuge der Auseinandersetzung um die Hirschberger Erbschaft dem Hochstift Eichstätt zugesprochen. Auch das Eichstätter Domkapitel besaß hier bis zur Säkularisation einen Hof.
Seit 1458 eine eigene Pfarrei, gehörte der Ort eine Zeitlang auch zur Pfarrei Kinding. 1602 ist davon die Rede, dass Grösdorf – wie noch heute – eine Filiale von Kipfenberg ist.
Bis zur Säkularisation gehörte Grösdorf mit seinen 16 Anwesen, darunter drei Mühlenanwesen, nämlich die Ober-, die Wasser- und die Mittelmühle, zum unteren Hochstift Eichstätt und darin (mit 15 Anwesen) zum Pfleg- und Kastenamt Kipfenberg.
Bei der Säkularisation kam das untere Hochstift und mit ihm Grösdorf 1802/03 an Großherzog Erzherzog Ferdinand III. von Toskana und 1806 an das Königreich Bayern. Dort gehörte das Dorf zum Landgericht Kipfenberg.
1808 wurde aus Kipfenberg, Grösdorf mit Kemathen, Böhming und Regelmannsbrunn der Steuerdistrikt Kipfenberg gebildet. 1818 wurden daraus wieder selbständige Gemeinden. 1830 kam es zu einer erneuten Vereinigung von Grösdorf mit Kipfenberg; Grösdorf hatte zu dieser Zeit 97 Einwohner in 17 Anwesen. 1876 war Grösdorf mit Kemathen bereits wieder eine eigenständige Gemeinde 1950 war die Einwohnerzahl hauptsächlich durch die seit 1871 betriebene Glasindustrie im Ort auf 353 in 31 Anwesen gestiegen.
Zum Bezirksamt, später zum mittelfränkischen Landkreis Eichstätt gehörend, schloss sich Grösdorf bei der Gemeindegebietsreform am 1. Januar 1971 dem Markt Kipfenberg an. Eineinhalb Jahre später vollzog sich der Wechsel von Mittelfranken nach Oberbayern. 1983 lebten in Grösdorf 432 Einwohner, die sich unter anderem landwirtschaftlich in einem Vollerwerbs- und acht Nebenerwerbsbetrieben betätigten. Das Glashüttenwerk gehört heute zum französischen Konzern St. Gobain; hier wird von 210 Beschäftigten (Stand 2003) Pharmazieglas hergestellt.

## Denkmäler

### Katholische Filialkirche St. Martin
Die Kipfenberger Filialkirche in Grösdorf wurde unter dem Eichstätter Bischof Wilhelm von Reichenau (1464–1496) oder auch früher erbaut. Sie steht erhöht am westlichen Ortsrand inmitten eines ummauerten Friedhofs. Der spätgotische, turmlose Sakralbau erhielt im 17. oder 18. Jahrhundert auf dem Westgiebel einen quadratischen Dachreiter mit Helm. Der eingezogene Chor besteht aus fünf Achteckseiten und weist drei zweigeteilte gotische Spitzbogenfenster auf. 1630 wird von einer Konsekration mit drei Altären berichtet. 1861 wurden unter dem Kipfenberger Pfarrer Anton Freiherr von Berchem wiederum neue Altäre, und zwar neugotischer Stilrichtung, aufgerichtet, wobei die spätgotischen Figuren wiederverwendet wurden: auf dem Hochaltar der Kirchenpatron Martin von Tours, auf dem rechten Seitenaltar der Diözesanheilige Willibald (Statue um 1460) und auf dem linken eine Madonna mit Kind (um 1470). Am Hauptaltar finden sich außerdem zwei Figuren vom Anfang des 16. Jahrhunderts, den hl. Sebastian und den hl. Wolfgang darstellend. Der Kirchenpatron ist auch Thema des Deckenfreskos. Die Bilder der Seitenaltäre malte 1861 der Eichstätter Künstler Alois Süßmeier. Eine barocke Rosenkranzmadonna stammt vom Ende des 17. Jahrhunderts.
2007 wohnten in Grösdorf 231 Katholiken.

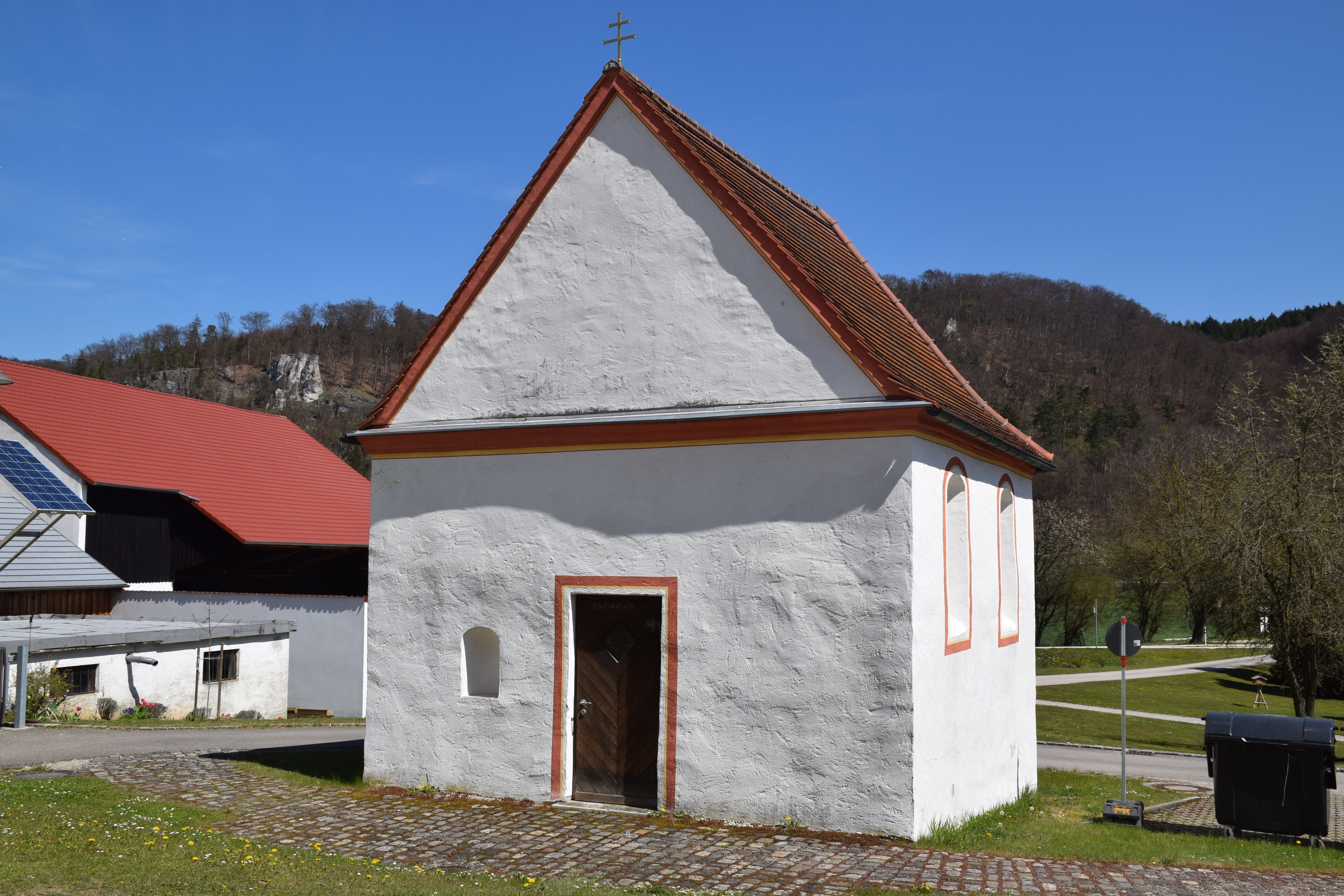
Salvatorkapelle

### Katholische Kapelle St. Salvator
Die zum Meierhof gehörende Kapelle St. Salvator ist erstmals 1539 erwähnt und war 1602 schadhaft. Sie wurde 1614 gründlich renoviert; das Chörchen stammt wahrscheinlich aus dieser Zeit. Längere Zeit dem Verfall preisgegeben, fiel 1960 der sechseckige Dachreiter mit Kuppel herunter und wurde seitdem nicht wieder aufgerichtet. Eine gründliche Renovierung erfolgte ab 1996.
Der dreiteilige, mit zwei gewundenen Säulen ausgestattete Altar stammt von 1710, hat (so nach Mader) aber in der Mittelnische eine kleine spätgotische Salvatorfigur (Mitte des 15. Jahrhunderts). Seitlich stehen Figuren des hl. Franziskus und des hl. Antonius von Padua. Die Stuckdecke wurde um 1730 von Franz Xaver Horneis und das Deckenfresko (Christus als St. Salvator mit Engeln und Passionsszenen) 1741 von Hugo Ernst Murmann geschaffen.
Eine Legende berichtet, dass in dem Kirchlein 1601 die Frau des fürstbischöflichen Kastners von einem Augenleiden geheilt wurde und der Kastner aus Dankbarkeit 100 Gulden zur Renovierung sowie einen Jahrtag gestiftet habe.

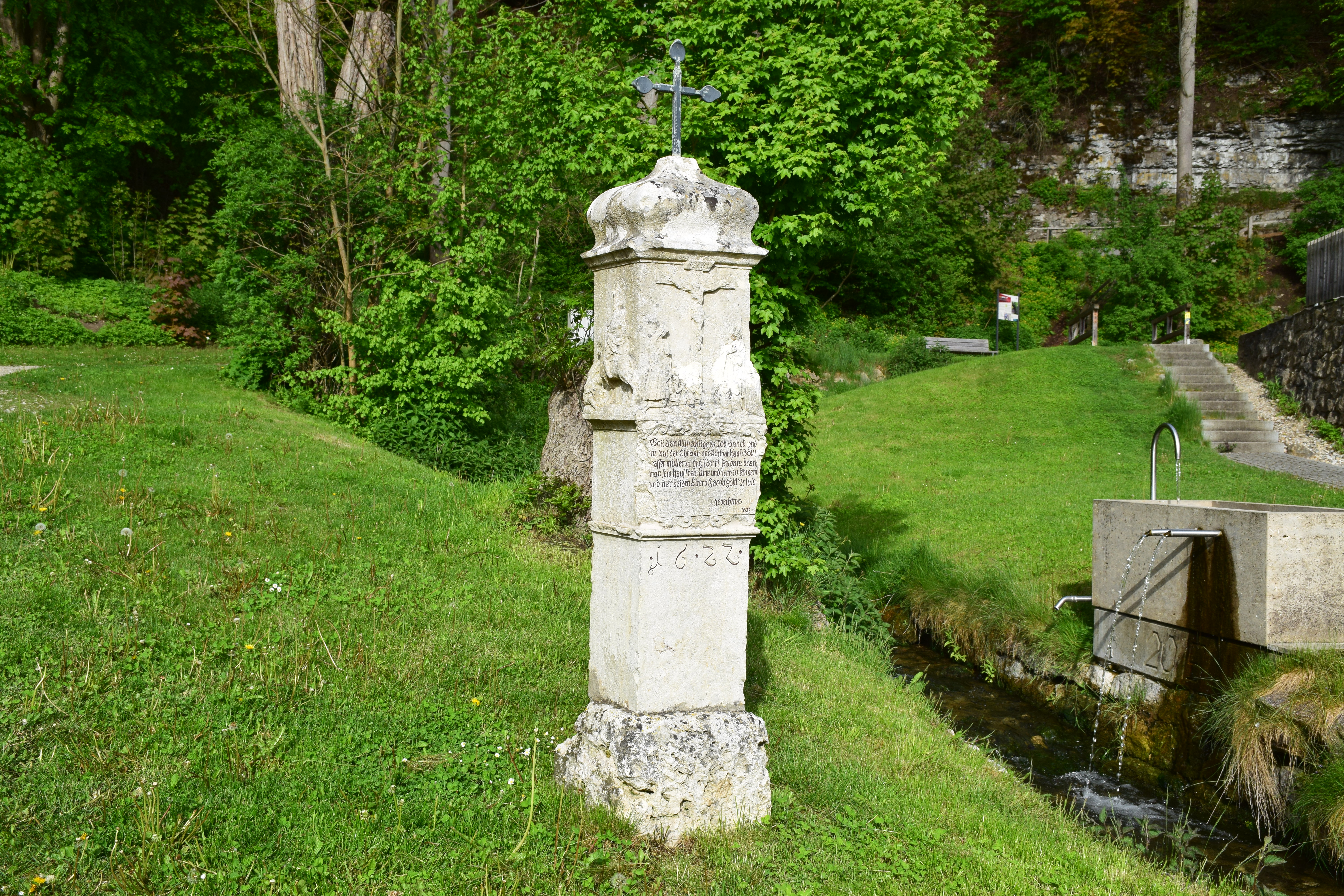
Bildstock von 1622

### Martersäulen
Eine Martersäule im Ort in Form eines Bildstockes (unter anderem eine Kreuzigungsszene zeigend) stammt von 1622. Eine weitere Martersäule, die Melchior Jobst-Säule von 1613, steht heute in der Nähe des Kipfenberger Friedhofs.

### Weitere Denkmäler
Von dem Kirchdorf sind weitere vier Objekte in die Denkmalliste eingetragen: Liste der Baudenkmäler in Grösdorf.

### Friedhof mit Gefallenendenkmal
Im Jahre 2003 wurden die Gräber auf dem Friedhof an der Kirche St. Martin und das Denkmal für Gefallenen des Ersten und Zweiten Weltkrieges im Friedhofsprojekt des Bayerischen Landesvereins für Familienkunde fotografiert. Über 150 Inschriften sind abrufbar.

## Vereine
- Schützenverein „Martinschützen“, gegründet 1923, Schützenhaus von 1993

## Persönlichkeiten
- Carl Otto Müller, Maler, ist hier 1970 verstorben.